# إنديانابوليس 500 سنة 1969
سباق إنديانا بوليس -500 ميل 1969 أقيم في حلبة إنديانابوليس موتور سبيدواي في 30 مايو 1969 وفاز في السباق ماريو أندريتي من فريق آندي قراناتالي بمتوسط سرعة 156.867 ميل/س (252.453 كم/س).
وكان أول المنطلقين أنتوني جوزيف فويت جي آر بسرعة 170.568 ميل/س (274.503 كم/س).